# Mudurnu (district)
Mudurnu is een Turks district in de provincie Bolu en telt 21.450 inwoners (2007). Het district heeft een oppervlakte van 1350,9 km². Hoofdplaats is Mudurnu.
De bevolkingsontwikkeling van het district is weergegeven in onderstaande tabel.
| 1997   | 2000   | 2007   |
| ------ | ------ | ------ |
| 25.142 | 25.148 | 21.450 |